# 冒険王 (玩具小売)
株式会社冒険王とは広島県を本拠地とする玩具販売業で、Hobby Zoneの名称で全国のイオンモール等の大型商業施設でホビーショップを展開している。

## 店舗
ホビーゾーン店舗一覧を参照のこと。

基本的に本社ビルである｢可部プラザ｣内の可部店を除きテナントとして出店している。本社の所在地が広島であるためかイオンモールの他に中四国の店舗では、イズミ(ゆめタウン)に出店している店舗も多くある。

### 2018年5月20日現在のデベロッパー別店舗数
- イオンモール：45店舗
- イズミ系(ゆめタウン等)：13店舗
- その他：9店舗(可部店含む)